# Concistori di papa Vittore III

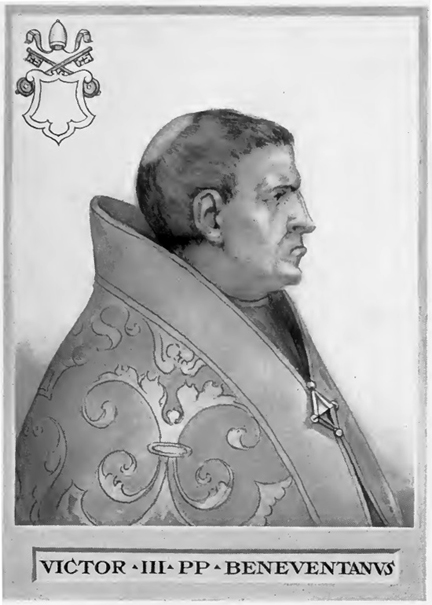
Papa Vittore III

Questa voce raccoglie l'elenco completo dei concistori per la creazione di nuovi cardinali presieduti da papa Vittore III, con l'indicazione di tutti i cardinali creati su cui si hanno informazioni documentarie.

## 1086
- Bruno, bibliotecario di Santa Romana Chiesa; creato cardinale vescovo di Segni (morto nel 1123); canonizzato nel 1183, la sua festa si celebra il 18 luglio

## Fonti
- (EN) Current and historical information about the Bishops and Dioceses of the Catholic Hierarchy around the world, su catholic-hierarchy.org.
- (EN) Salvador Miranda, Victor III, su fiu.edu – The Cardinals of the Holy Roman Church, Florida International University. URL consultato il 27 luglio 2015.